# IC Manage
IC Manage는 반도체 회사들에 설계 팀 간의 그들의 IC 설계 데이터베이스를 관리하기 위한 설계 데이터 관리소프트웨어를 제공하는 회사이다. IC Manage는 대규모의 Perforce 고객들을 위한 기업 소프트웨어 또한 제공한다. IC Manage는 아날로그 전자와 디지털 전자를 위한 구조화된 IC 설계 작업 흐름을 제공한다.

## 연혁
2004년, IC Manage는 버전 관리, 구성 관리 및 소프트웨어 버그 추적을 제공하는 상업적 설계 데이터 관리소프트웨어 시스템의 베타 버전을 도입했다. 설계 관리 시스템은 그래픽 케이던스 디자인 틀의 사용자 인터페이스가 포함되어 있고, 케이던스 그리고 OpenAccess 데이터베이스와 작동했다. 그것은 단지 수정된 파일과 설계 데이터로부터 분리된 관계형 데이터베이스에서 수정 및 구성에 대한 저장된 메타데이터만을 추적한다.
2007년, IC Manage는 그들의 Global Design Platform (GDP)의 설계 데이터 관리 시스템을 발표했다. GDP는 IC개정판 및 파생 금융 상품에 대한 추적 양방향 구성 요소를 가졌다; 지역 및 원격 디자인 사이트에 걸친 구성요소 및 반도체 IP 코어의 혼합,매치 및 재사용; 설계자가 보고,수정 혹은 소프트웨어의 버그를 확인할 때 결함을 추적하고 작업 공간의 동일한 상태로의 동기화.
2007년, Nvidia는 IC Manage 소프트웨어 설계 과정에서 사용되는 100개 이상의 칩을 제조했다.
2009년, IC Manage 컨텐츠 관리 소프트웨어는 반도체 회사가 로컬 및 원격 지리적 위치에 걸쳐 설계 작업을 하도록 가능하게 하는 기술 드라이버로, 다른 나라에 아웃소싱 설계 작업에 대한 중요한 동향의 일환으로언급되었다. IC Manage의 소프트웨어는 기본 디렉터리 조직에서부터 설계 데이터를 추출하는 작업공간을 만들어 낸다.
2011년, Deepchip.com은 Design Automation conference(설계 자동화 회담)에서 볼 수 있는 1위 항목으로써IC Manage IP Central(IP Pro)를 차지했다.
2010년부터 2014까지, IC Manage는 GarySmith EDA 분석회사로부터 연례 "What to See at DAC" 명단에 포함되었다. 2010년에는 Enterprise Tools, 2011년에는 Design Management, 2012년과 2013년에는Design Debug, 그리고 2014년엔 Enterprise tools.
2014년, IC Manage는 북미에서 급속 성장하는 기술, 미디어, 통신, 생명 과학 및 청정 기술 기업의 500개 기업의 순위인 Deloitte Fast 500의 한 기업으로 선정되었다. IC Manage는 2008년에서 2012년 4년 동안178%의 성장률을 달성했다.

## 제품
- 글로벌 디자인 플랫폼 (GDP) – 2007년 4월, IC Manage는 글로벌 디자인 플랫폼(GDP)을 설계데이터 관리 시스템으로 발표했다.[3]
- IP Central/ IP Pro – 2011년 6월, 회사는 게시, 공유 및 통합과 내부 및 타사 IP의 개정, IP 버그종속성 추적을 포함하여, IP의 재사용을 위해 설계와 검증 팀들을 대상으로 삼는 IP Central 플랫폼을도입했다.[13]
- IC Manage Views – 2012년 5월, 회사는 작업 공간 가속 소프트웨어, 완전한 가상 작업 공간의 뷰제시 하는, 로컬파일 저장소를 위한 수요에 대한 데이터를 전송하는 버전 인식 파일 시스템을 발표했다.[14]

## 고객 애플리케이션
- IP 재사용에 대한 Broadcom, AMD 그리고 Nvidia . 2012년 설계 자동화 회담에서, 3명의 IC Manage고객들은 잦은 체크인을 위한 하향식 지시, 지점의 방법을 따르는 것, 프로젝트 라이브러리에 IP를 입력하는 것, 라이브러리 내 독립적 IP 블록 그리고 사양 기반 IP 디자인을 포함하는 설계 IP 재사용을 위한 IC Manage의 사용 및 우수 사례들에 대한 발표를 했다.[15]
- IP에 기반을 둔 Altera, Cambridge Silicon Radio 그리고 Xilinx의 설계 및 검증 재사용. 2013년 설계자동화 회담에서, 세 명의 IC Manage 고객들은 IC Manage 활용에의 접근에 대한 검증과 설계에 대해 토론했다: 모든 설계를 위한 하나의 데이터, 시뮬레이션 테스트 벤치의 재사용, 버그 추적 시스템과 데이터 관리 시스템을 연결, IP 검증 정보 파트 생성, 칩 보다는 하이레벨 블록 기능에 의한 설계, IP변형의 최소화 그리고 IP 접근 제한에 대한.[16]